# Forenede Arabiske Emirater ved OL
De Forenede Arabiske Emirater deltog første gang i olympiske lege under sommer-OL 1984 i Los Angeles og har siden deltaget i samtlige efterfølgende sommerlege. Nationen har aldrig deltaget i vinterlegene.

## Medaljeoversigt
| Forenede Arabiske Emiraters medaljer under de olympiske sommerlege | Forenede Arabiske Emiraters medaljer under de olympiske sommerlege | Forenede Arabiske Emiraters medaljer under de olympiske sommerlege | Forenede Arabiske Emiraters medaljer under de olympiske sommerlege | Forenede Arabiske Emiraters medaljer under de olympiske sommerlege | Forenede Arabiske Emiraters medaljer under de olympiske sommerlege |
| ------------------------------------------------------------------ | ------------------------------------------------------------------ | ------------------------------------------------------------------ | ------------------------------------------------------------------ | ------------------------------------------------------------------ | ------------------------------------------------------------------ |
| Lege                                                               | Guld                                                               | Sølv                                                               | Bronze                                                             | Totalt                                                             | Rang                                                               |
| 1984 Los Angeles                                                   | 0                                                                  | 0                                                                  | 0                                                                  | 0                                                                  | –                                                                  |
| 1988 Seoul                                                         | 0                                                                  | 0                                                                  | 0                                                                  | 0                                                                  | –                                                                  |
| 1992 Barcelona                                                     | 0                                                                  | 0                                                                  | 0                                                                  | 0                                                                  | –                                                                  |
| 1996 Atlanta                                                       | 0                                                                  | 0                                                                  | 0                                                                  | 0                                                                  | –                                                                  |
| 2000 Sydney                                                        | 0                                                                  | 0                                                                  | 0                                                                  | 0                                                                  | –                                                                  |
| 2004 Athen                                                         | 1                                                                  | 0                                                                  | 0                                                                  | 1                                                                  | 54                                                                 |
| 2008 Beijing                                                       | 0                                                                  | 0                                                                  | 0                                                                  | 0                                                                  | –                                                                  |
| 2012 London                                                        | 0                                                                  | 0                                                                  | 0                                                                  | 0                                                                  | –                                                                  |
| 2016 Rio de Janeiro                                                | 0                                                                  | 0                                                                  | 1                                                                  | 1                                                                  | –                                                                  |
| 2020 Tokyo                                                         |                                                                    |                                                                    |                                                                    |                                                                    |                                                                    |
| Totalt                                                             | 1                                                                  | 0                                                                  | 1                                                                  | 2                                                                  |                                                                    |